# Cetonana tridentata
Cetonana tridentata là một loài nhện trong họ Trachelidae.
Loài này thuộc chi Cetonana. Cetonana tridentata được Roger de Lessert miêu tả năm 1923.